# Вершилово (Нижегородская область)
Верши́лово — село в городском округе город Чкаловск Нижегородской области. До 2015 года было административным центром Вершиловского сельсовета.

## Население
| 2002 | 2010 |
| ---- | ---- |
| 427  | ↗466 |

## Спасо-Преображенская церковь
Трехпрестольная каменная церковь, построенная в 1827 году является памятником архитектуры федерального значения. Главный престол был освящен в 1835 году, после завершения отделочных работ. Кроме престола в честь Преображения Господня, в церкви были освящены престолы в честь святителя Николая Чудотворца и Рождества святого Иоанна Предтечи. Храм был закрыт в 1937 году. Колокола были сняты, внутреннее убранство и иконы разграблены.
Согласно Указу Президента Российской Федерации от 20.02.1995 г. № 179 Преображенская церковь включена как памятник архитектуры федерального значения в Единый государственный реестр объектов культурного наследия народов Российской Федерации по Нижегородской области. В 1999 году был образован приход и возобновлены богослужения.
19 декабря 2010 года в храме после 70-летнего перерыва была совершена Божественная литургия.